# محمد بوغوجيفتشي
محمد بوغوجيفتشي (مواليد 3 مايو 1951) هو ملاكم يوغوسلافي، مثّل بلاده في الألعاب الأولمبية الصيفية 1980.

## روابط خارجية
محمد بوغوجيفتشي على موقع أوليمبيديا (الإنجليزية)